# Piccolaflöjt
Piccolaflöjt (från italienskans flauto piccolo, 'liten flöjt') är en liten tvärflöjt i träblåsfamiljen. Den är hälften så stor som en tvärflöjt och har sitt normala tonomfång en oktav ovanför denna. Piccolaflöjten har det högsta tonomfånget i symfoniorkestern, från tvåstrukna d ända upp till femstrukna c, och är i sitt höga register mycket svår att överrösta. Förutom i symfoniorkestern används den ofta i blåsorkestern och inte minst i militärmusik.

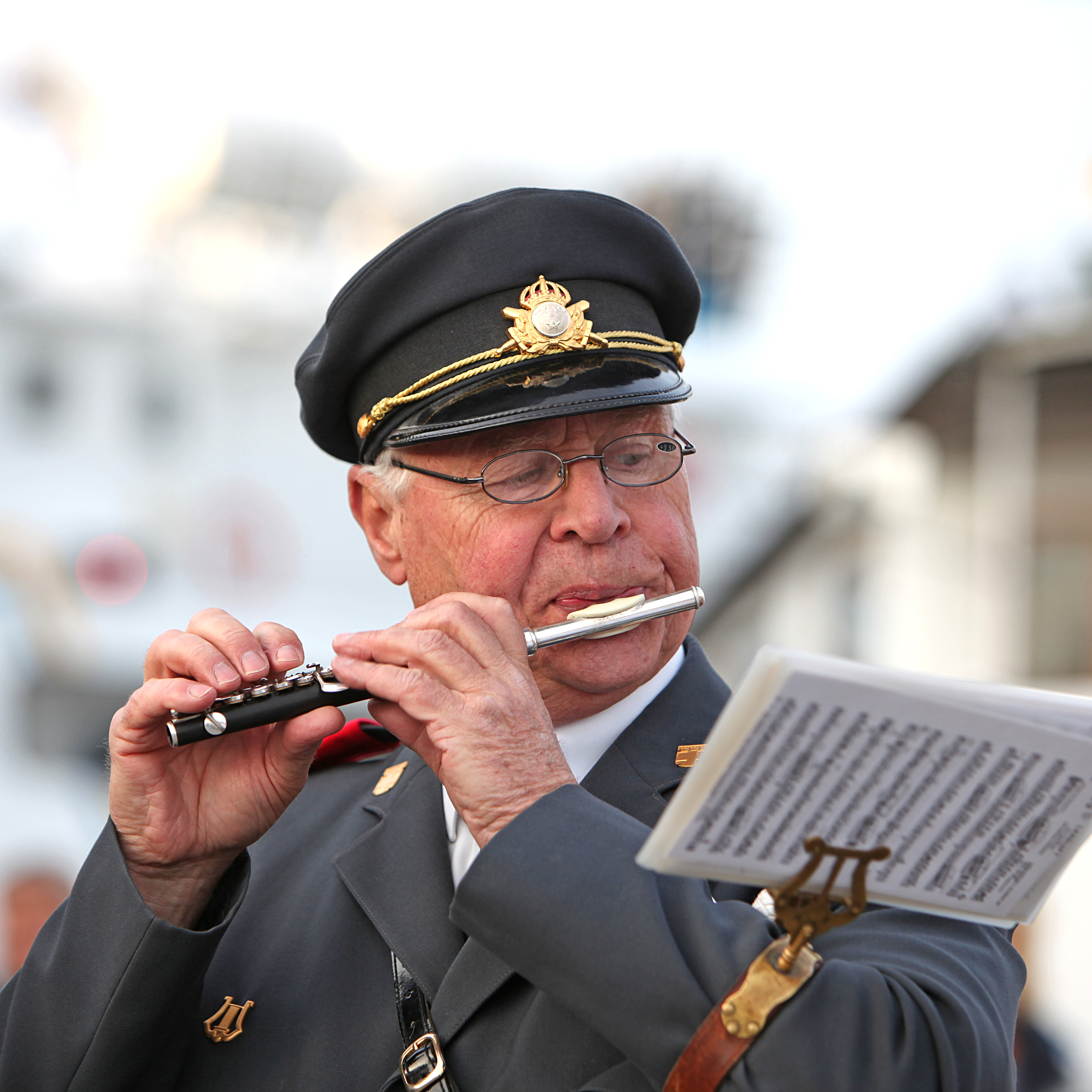
Militärmusiker som spelar piccolaflöjt

Piccolaflöjten konstruerades under slutet av 1700-talet, och tog över som diskantflöjt inom konstmusiken efter flageoletten. Klaffarna är sedan 1800-talet ordnade på samma sätt som på den moderna tvärflöjten, och greppen är således desamma på bägge flöjttyperna. En person som kan spela tvärflöjt kan därför förhållandevis enkelt lära sig att spela piccolaflöjt. Blåstekniken är likartad på bägge flöjterna, men luftströmmen måste koncentreras mer vid anblåsning på piccolaflöjt. Piccolaflöjten är intonationsmässigt mycket känslig, dels för att den rör sig i ett ljust register, dels för att små ändringar i embouchuren ger stora förändringar i tonhöjd.
Piccolaflöjter kan vara tillverkade i plast, metall eller trä. De bästa piccolaflöjterna är gjorda av trä, med endast klaffmekaniken av metall. Sådana flöjter är dock känsliga för väder och vind, och används inte vid dåligt väder av marscherande musikkårer. För utomhusbruk i regn och kyla används i regel piccolaflöjter med kroppar av plast.
Antonio Vivaldi skrev några verk för piccolaflöjt (flautino), däribland Konsert rv 443 för piccola och stråkar i C-dur, av vilket andra stycket, Largo, är ett ofta framfört barockstycke. Även flöjtens store kompositör, Georg Philipp Telemann skrev flera verk för instrumentet. Andra exempel på kompositörer som skrivit repertoar för piccolaflöjt är Egil Hovland, Eugène Damaré och Donato Lovreglio.